# Parmentier (tijdschrift)
Parmentier is een Nederlands literair tijdschrift, dat van 1991 tot en met 2012 verscheen. Voor de laatste edities werd de redactie gevormd door Arnoud van Adrichem, eindredacteur was Vincent Schmitz. Eerdere redacteuren waren onder anderen Jos Joosten en Jan de Roder.

## Geschiedenis
Parmentier was de opvolger van het literaire tijdschrift Randschrift en werd opgericht door de redacteuren uit de redactie van jaargang 1 en het bestuur van de Stichting Randschrift: Anneke van der Putte (uitgeverij De Stiel), Cees van der Pluijm en Paul Sars.
Parmentier heeft nooit een officieel beginselprogramma gehad. Vanaf half jaren 90 begon uit de redactionele keuzes steeds duidelijker te worden, dat het blad wel een bepaalde richting en literatuuropvatting voorstond. Er werd nadrukkelijk gekozen voor poëzie en proza in de marge, literatuur die moeilijker te begrijpen is. Dichters als H.H. ter Balkt, Dirk van Bastelaere, Peter Holvoet-Hanssen en Lucas Hüsgen kregen veel aandacht. Deze voorkeur voor literatuur die meer van de lezer vergt, deelt het blad met het Vlaamse tijdschrift Yang. Nadat in de jaargangen 11 en 12 een wat minder op de marge gericht redactiebeleid was gevoerd, keerde de avantgardistische koers met het aantreden van Arnoud van Adrichem terug.
Parmentier had in tegenstelling tot veel andere Nederlandse literaire tijdschriften veel aandacht voor Vlaamse literatuur.
In Parmentier verschenen onder meer bijdragen van Benno Barnard, Huub Beurskens, Arjen Duinker, Marc Kregting, Marcel Maassen, Piet Meeuse, Hanz Mirck, Tonnus Oosterhoff, Marc Reugebrink, Erik Spinoy, Kamiel Vanhole en Leo Vroman.
Parmentier werd in de eerste zeven jaargangen uitgegeven door Stichting Randschrift, vervolgens door uitgeverij Vantilt en vanaf jaargang 10 door Stichting Parmentier.
Vanwege het wegvallen van subsidies is het tijdschrift gestopt.

## Lijst van redacteuren
- Jaargang 1: Kees van den Heuvel, Fokas Holthuis, Annelies van Hommelen, Cees van der Pluijm, Anneke van der Putte, Han Rouwenhorst.
- Jaargang 2: Marc Beerens, Kees van den Heuvel, Fokas Holthuis, Annelies van Hommelen, Cees van der Pluijm, Anneke van der Putte, Han Rouwenhorst.
- Jaargang 3: Marc Beerens, Kees van den Heuvel, Fokas Holthuis, Annelies van Hommelen, Cees van der Pluijm, Anneke van der Putte, Han Rouwenhorst, An Stalpers (v/a nummer 2), Meis Thewissen.
- Jaargang 4: Marc Beerens, Bart van Dam (v/a nummer 4), Kees van den Heuvel, Annelies van Hommelen, Cees van der Pluijm, Anneke van der Putte, Han Rouwenhorst, An Stalpers, Meis Thewissen
- Jaargang 5: Marc Beerens, Kees van den Heuvel, Annelies van Hommelen (t/m nummer 2), Jos Joosten, Han Rouwenhorst, An Stalpers (t/m nummer 2), Meis Thewissen
- Jaargang 6: Marc Beerens, Kees van den Heuvel (t/m nummer 2), Jos Joosten, Han Rouwenhorst, Meis Thewissen
- Jaargang 7: Marc Beerens, Jos Joosten, Frank Tazelaar
- Jaargang 8: Marc Beerens, Jos Joosten, Ellen Krutwagen, Jan de Roder (v/a nummer 4), Frank Tazelaar
- Jaargang 9: Liesbeth Eugelink, Jos Joosten, Ellen Krutwagen, Jan de Roder, Frank Tazelaar
- Jaargang 10: Liesbeth Eugelink, Bart de Goeij (vanaf nummer 3), Jenneke Harings, Harm Hopman (vanaf nummer 4),Pieter Lemmens (t/m nummer 4), Jan de Roder (t/m nummer 3), Frank Tazelaar (t/m nummer 3)
- Jaargang 11: Liesbeth Eugelink, Bart de Goeij, Jenneke Harings, Harm Hopman, Hanz Mirck (vanaf nummer 4)
- Jaargang 12: Liesbeth Eugelink, Bart de Goeij, Harm Hopman, Hanz Mirck
- Jaargang 13: Arnoud van Adrichem, Pim Franssen, Floor van Renssen
- Jaargang 14: Arnoud van Adrichem, Pim Franssen, Floor van Renssen
- Jaargang 15: Arnoud van Adrichem, Correen Dekker
- Jaargang 16: Arnoud van Adrichem
- Jaargang 17: Arnoud van Adrichem
- Jaargang 18: Arnoud van Adrichem
- Jaargang 19: Arnoud van Adrichem
- Jaargang 20: Arnoud van Adrichem
- Jaargang 21: Arnoud van Adrichem